# آسمانی (سرده)
آسمانی، شپشو (نام علمی: Anabasis) نام یک سرده از تیره تاج‌خروسیان است.